# マヌエル・ベレッリ
マヌエル・ベレッリ(Manuel Belleri、1977年8月29日 - )は、イタリア出身の元サッカー選手。現役時代のポジションはDF（右サイドバック）。

## 経歴
ACルメッツァーネの下部組織出身で、1999-2000シーズンから5年間はエンポリに在籍した。2004年夏、アントニオ・ディ・ナターレ、クリバリと共にウディネーゼに移籍。その翌年にはラツィオに移籍した。しかし、ラツィオではマッシモ・オッド（2002-2007.1）やヴァロン・ベーラミ（2005-2008）らと右サイドバックのポジションが被り、なかなか試合に出場できずにいた。そのため、2007-2008シーズンはアタランタへレンタル移籍した。2009年1月には再びボローニャFCへレンタル移籍。
2009年8月31日、USレッチェへ完全移籍が発表された。
2015年より、東京在住。現在、ACミランのコーチングスタッフとして、日本にあるACミランアカデミー東京のテクニカルディレクターを務めている。
2019年、フランコ・バレージがACミランアカデミー東京及びオフィシャルファンクラブ設立のイベントで来日。その際に、ベッレーリがオフィシャルファンクラブの会長に就任することも発表された。

## 所属クラブ
- ACルメッツァーネ 1993-1999
- エンポリFC 1999-2004
- ウディネーゼ 2004-2005
- SSラツィオ 2005-2009

→ アタランタBC 2007-2008 (loan)
→ ボローニャFC 2009 (loan)
- USレッチェ 2009-2010
- SPAL 1907 2010-2011

## リファレンス
1. ↑  Ufficiale l'arrivo di Belleri （イタリア語）
2. ↑  ACミランアカデミー東京 オフィシャルサイト
3. ↑   ACMILAN OFFICIAL FANCLUB GIAPPONE オフィシャルサイト
4. ↑  http://acmilanacademy-tokyo.com/news/upload/24-0link_file.pdf
5. ↑  https://www.soccerdigestweb.com/news/detail/id=65486